# UE Figueres
Az UE Figueres, teljes nevén Unió Esportiva Figueres egy spanyol labdarúgócsapat. A klubot 1919-ben alapították, jelenleg a katalán első osztályban szerepel.

## Története
A klubot 1919-ben alapították Figueresben. Egészen az 1983-84-es szezonig csak a Tercera Divisiónban (1977-ig harmadosztály) illetve regionális bajnokságokban szerepelt. Ekkor jutott fel az 1977-ben létrehozott Segunda División B-be. Három évvel később már a másodosztályban játszott, ahol nyolc szezont tölthetett el. Ezt követően egészen a 2006-07-es szezonig csak a harmadosztályban játszott.
2007 nyarán a többségi tulajdonos kivonult a csapatból, létrehozva az UEM Castelldefels csapatát. Az új csapat két évvel később már meg is szűnt. A Figueres, immár csak a kisebb részvényesek segítségével a lehető legalsó spanyol bajnokságban, a katalán harmadosztályban indult. Jelenleg már az első osztályban szerepel.

## Statisztika
| Szezon      | Osztály    | Poz. | Copa del Rey |
| ----------- | ---------- | ---- | ------------ |
| 1943/44     | 3ª         | 10.  |              |
| 1944-45-től | Regionális | —    |              |
| 1955-56-ig  | Regionális | —    |              |
| 1956/57     | 3ª         | 16.  |              |
| 1957/58     | 3ª         | 6.   |              |
| 1958/59     | 3ª         | 5.   |              |
| 1959/60     | 3ª         | 1.   |              |
| 1960/61     | 3ª         | 7.   |              |
| 1961/62     | 3ª         | 3.   |              |
| 1962/63     | 3ª         | 12.  |              |
| 1963/64     | Regionális | —    |              |
| 1964/65     | Regionális | —    |              |
| 1965/66     | 3ª         | 14.  |              |
| 1966/67     | 3ª         | 10.  |              |
| 1967/68     | 3ª         | 10.  |              |
| 1968/69     | 3ª         | 17.  |              |
| 1969/70     | 3ª         | 9.   |              |
| 1970-71-től | Regionális | —    |              |
| 1976-77-ig  | Regionális | —    |              |

| Szezon  | Osztály | Poz. | Copa del Rey |
| ------- | ------- | ---- | ------------ |
| 1977/78 | 3ª      | 2.   |              |
| 1978/79 | 3ª      | 8.   |              |
| 1979/80 | 3ª      | 3.   |              |
| 1980/81 | 3ª      | 2.   |              |
| 1981/82 | 3ª      | 3.   |              |
| 1982/83 | 3ª      | 2.   |              |
| 1983/84 | 2ªB     | 4.   |              |
| 1984/85 | 2ªB     | 6.   |              |
| 1985/86 | 2ªB     | 1.   |              |
| 1986/87 | 2ª      | 15.  |              |
| 1987/88 | 2ª      | 7.   |              |
| 1988/89 | 2ª      | 9.   |              |
| 1989/90 | 2ª      | 12.  |              |
| 1990/91 | 2ª      | 7.   |              |
| 1991/92 | 2ª      | 3.   |              |
| 1992/93 | 2ª      | 17.  |              |
| 1993/94 | 2ªB     | 4.   |              |
| 1994/95 | 2ªB     | 9.   |              |
| 1995/96 | 2ªB     | 3.   |              |

| Szezon  | Osztály | Poz. | Copa del Rey |
| ------- | ------- | ---- | ------------ |
| 1996/97 | 2ªB     | 4.   |              |
| 1997/98 | 2ªB     | 7.   |              |
| 1998/99 | 2ªB     | 8.   |              |
| 1999/00 | 2ªB     | 6.   |              |
| 2000/01 | 2ªB     | 8.   |              |
| 2001/02 | 2ªB     | 13.  |              |
| 2002/03 | 2ªB     | 16.  |              |
| 2003/04 | 2ªB     | 13.  |              |
| 2004/05 | 2ªB     | 8.   |              |
| 2005/06 | 2ªB     | 14.  |              |
| 2006/07 | 2ªB     | 12.  |              |

- Újjáalakult csapat:

| Szezon  | Osztály     | Poz. | Copa del Rey |
| ------- | ----------- | ---- | ------------ |
| 2007/08 | 3ª Terr.    | 1.   |              |
| 2008/09 | 2ª Terr.    | 1.   |              |
| 2009/10 | 1ª Terr.    | 1.   |              |
| 2010/11 | Pref. Terr. | —    |              |

## Ismertebb játékosok
| - Marc Pujol - Justo Ruiz - Juan Cuyami - Dejan Marković - Juan Carlos Caballero - Francisco Carrasco - Luis Cembranos - Damiá | - Martín Domínguez - Keko - Gorka Pintado - Óscar Serrano - Toni - Tab Ramos - Peter Vermes - José Herrera |

## Külső hivatkozások
- Hivatalos weboldal (katalánul)